# جیمز کوین مک‌گینس
جیمز کوین مک‌گینس (انگلیسی: James Kevin McGuinness; ۲۰ دسامبر ۱۸۹۳ – ۴ دسامبر ۱۹۵۰) یک فیلم‌نامه‌نویس اهل ایالات متحده آمریکا بود. او در سال ۱۹۵۰ در نیویورک بر اثر حمله قلبی درگذشت.

## فیلم‌شناسی
- Slaves of Beauty (۱۹۲۷)
- A Girl in Every Port (۱۹۲۸)
- پسر قوی (۱۹۲۹)
- The Woman from Hell (۱۹۲۹)
- ساعت مشکی (۱۹۲۹)
- Born Reckless (۱۹۳۰)
- مردان بدون زنان (۱۹۳۰)
- Under Suspicion (۱۹۳۰)
- Attorney for the Defense (۱۹۳۲)
- تارزان و معشوقه‌اش (۱۹۳۴)
- زنده‌باد ویا! (۱۹۳۴)
- شبی در اپرا (۱۹۳۵)
- Madame X (۱۹۳۷)
- فلوریان (۱۹۴۰)
- نبرد میدوی (۱۹۴۲)
- ریو گرانده (۱۹۵۰)